# Suriname-i labdarúgó-válogatott
A Suriname-i labdarúgó-válogatott Suriname nemzeti csapata, amelyet a Suriname-i labdarúgó-szövetség (hollandul: Surinaamse Voetbal Bond) irányít. Az 1975-ig holland gyarmat (Holland Guyana) ország nemzeti tizenegye a függetlenség elnyerését követő években érte el legnagyobb nemzetközi sikereit, miután 1977-ben aranyéremig, 1979-ben pedig ezüstéremig jutott a Karibi Labdarúgó-unió (CFU) labdarúgó-válogatottjainak kiírt bajnokságon (CFU-bajnokság).
Bár számos neves és tehetséges Suriname-i születésű, avagy Suriname-i származású labdarúgót (például Ruud Gullit, Frank Rijkaard, Edgar Davids, Clarence Seedorf, Patrick Kluivert, Aron Winter vagy Jimmy Floyd Hasselbaink) ismerhetett meg a világ, az ország történelmével indokolt politikai nézetek miatt – mely szöges ellentétben áll a hasonló történelmű Holland Antillák és Aruba nézeteivel – a Hollandiában szerencsét próbálók nem játszhatnak a Suriname-i labdarúgó-válogatottban.

## Korábbi mérkőzések 2008-ban
| Időpont           | Helyszín                    | Ellenfél               | Eredmény | Kiírás       |
| ----------------- | --------------------------- | ---------------------- | -------- | ------------ |
| 2008. március 26. | Macoya (Trinidad és Tobago) | Montserrat (s)         | 7 – 1    | Vb-selejtező |
| 2008. május 21.   | Willemstad                  | Antigua és Barbuda (i) | 1 – 2    | Barátságos   |
| 2008. június 14.  | Paramaribo                  | Guyana (o)             | 1 – 0    | Vb-selejtező |
| 2008. június 22.  | Georgetown                  | Guyana (i)             | 2 – 1    | Vb-selejtező |

## Következő mérkőzések
Nincs lekötött mérkőzésük.

## Nemzetközi eredmények
CFU-bajnokság
- Aranyérmes: 1 alkalommal (1977)
- Ezüstérmes: 1 alkalommal (1979)

## Világbajnoki szereplés
- 1930: Nem indult.
- 1934: Nem indult.
- 1938: Visszalépett.
- 1950: Nem indult.
- 1954: Nem indult.
- 1958: Nem indult.
- 1962 – 1986: Nem jutott be.
- 1990: Nem indult.
- 1994 – 2014: Nem jutott be.

## CONCACAF-aranykupa-szereplés
- 1991: Nem jutott be.
- 1993: Visszalépett.
- 1996: Nem jutott be.
- 1998: Nem indult.
- 2000: Nem jutott be.
- 2002: Nem jutott be.
- 2003: Visszalépett.
- 2005: Nem jutott be.
- 2007: Nem jutott be.

## Külső hivatkozások
- Suriname-i Labdarúgó-szövetség hivatalos oldala (angolul)
- Suriname a FIFA.com-on Archiválva 2011. szeptember 30-i dátummal a Wayback Machine-ben (angolul)
- Suriname a CONCACAF.com-on (angolul)
- Suriname mérkőzéseinek eredményei az rsssf.com-on (angolul)
- Suriname mérkőzéseinek eredményei az EloRatings.net-en[halott link] (angolul)
- Suriname a national-football-teams.com-on (angolul)
- Suriname mérkőzéseinek eredményei a Roon BA-n (angolul)
- Suriname a transfermarkt.de-n (németül)
- Suriname a weltussball.de-n[halott link] (németül)
- Suriname a fedefutbol.net-en (spanyolul)